# Taser-Pendelbahn

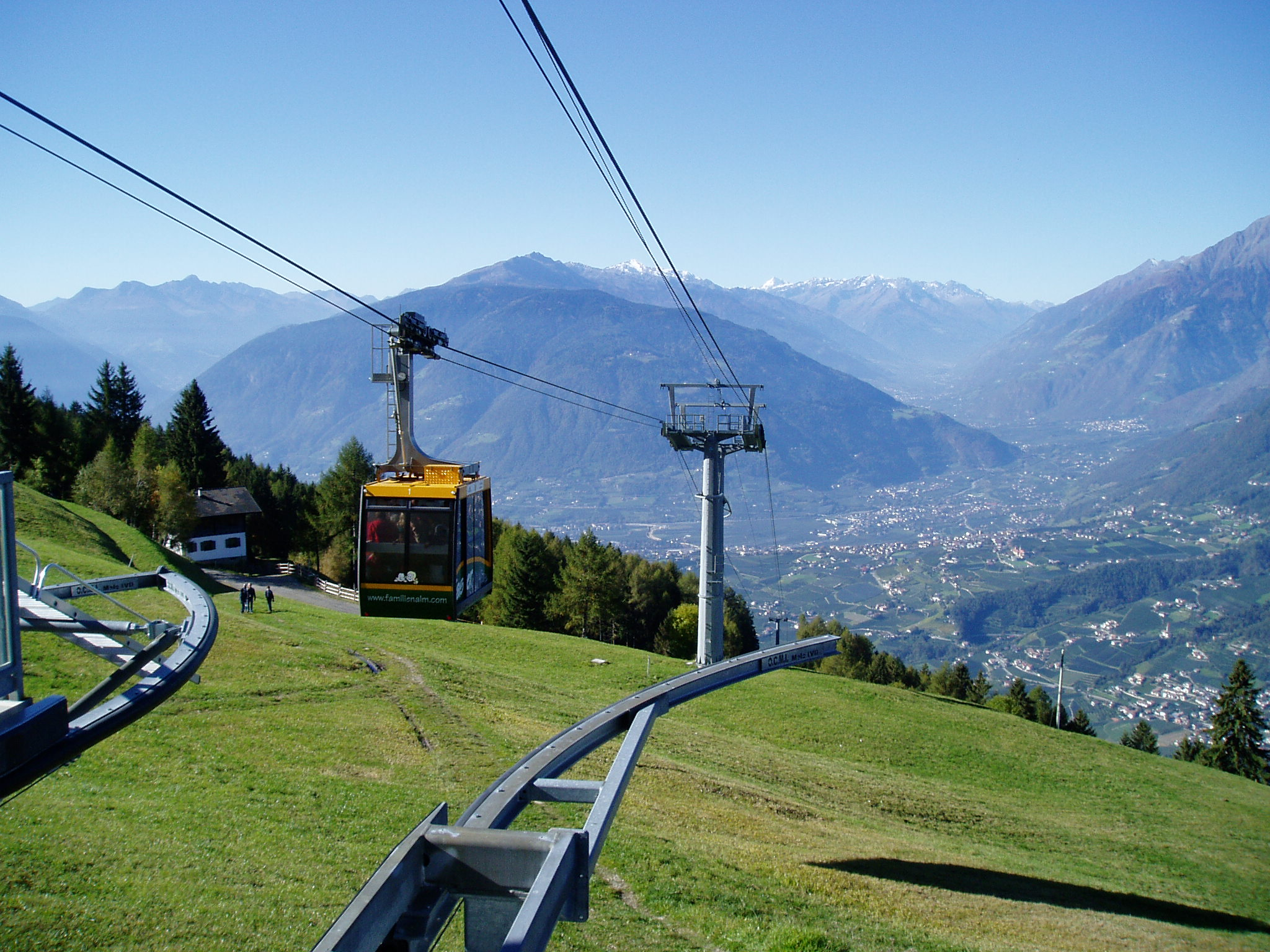
Kabine der Taser-Pendelbahn, Blick von der Bergstation ins Tal

Die Taser-Pendelbahn ist eine Luftseilbahn. Sie führt von Schenna nach Schennaberg in Südtirol, unweit von Meran und verläuft nicht nach dem Umlaufprinzip.
Die Anlage löste die vorherige Troyer-Pendelbahn ab, die mit einer stündlichen Beförderungskapazität von 60 Personen den heutigen Forderungen nicht standhalten könnte.

## Neue Seilbahn
Die neue Seilbahn hat eine Länge von ca. 1727 Metern und überwindet auf dieser Strecke einen Höhenunterschied von 626 Metern.
Die Taser-Pendelbahn wurde 2004 eröffnet und wird heute von der Seilbahn Schenna GmbH betrieben. Die Bahn wurde von der Firma Doppelmayr erbaut.
Die zwei Gondeln mit einem jeweiligen Fassungsvermögen von 25 Personen überwinden pro Sekunde 6 Meter und haben eine stündliche Förderleistung von 220 Personen.